# Салас Окечукво
Салас Обаси Окечукво (на английски: Salas Obasi Okechukwu, роден на 15 май 1989 г.) e нигерийски футболист, който играе като халф.

## Кариера
През 2008 г. Окечукво преминава в Чепинец (Велинград). След това играе за още два отбора от В група – Хебър (Пазарджик) и Левски (Елин Пелин). През 2010 г. е привлечен в Оборище (Панагюрище), където се представя силно и помага на отбора да се изкачи в Югозападната В група. На 18 юни 2011 г. Окечукво се отчита с гол и асистенция за победата с 4:0 над Рилски спортист (Самоков) в плейофа за влизане в третия ешелон.
Дни по-късно Салас е поканен на проби в елитния Миньор (Перник), на които се представя успешно и на 22 юли 2011 г. подписва първия професионален договор в кариерата си.